# Гербліген
Гербліген (нім. Herbligen) — громада  в Швейцарії в кантоні Берн, адміністративний округ Берн-Міттельланд.

## Географія
Громада розташована на відстані близько 18 км на південний схід від Берна.
Гербліген має площу 2,8 км², з яких на 11,7% дозволяється будівництво (житлове та будівництво доріг), 47,8% використовуються в сільськогосподарських цілях, 40,1% зайнято лісами, 0,4% не є продуктивними (річки, льодовики або гори).

## Демографія
2019 року в громаді мешкало 599 осіб (+8,9% порівняно з 2010 роком), іноземців було 4,2%. Густота населення становила 217 осіб/км².
За віковим діапазоном населення розподілялося таким чином: 22,9% — особи молодші 20 років, 59,4% — особи у віці 20—64 років, 17,7% — особи у віці 65 років та старші. Було 246 помешкань (у середньому 2,4 особи в помешканні).
Із загальної кількості 216 працюючих 44 було зайнятих в первинному секторі, 19 — в обробній промисловості, 153 — в галузі послуг.